# Gisela Notz

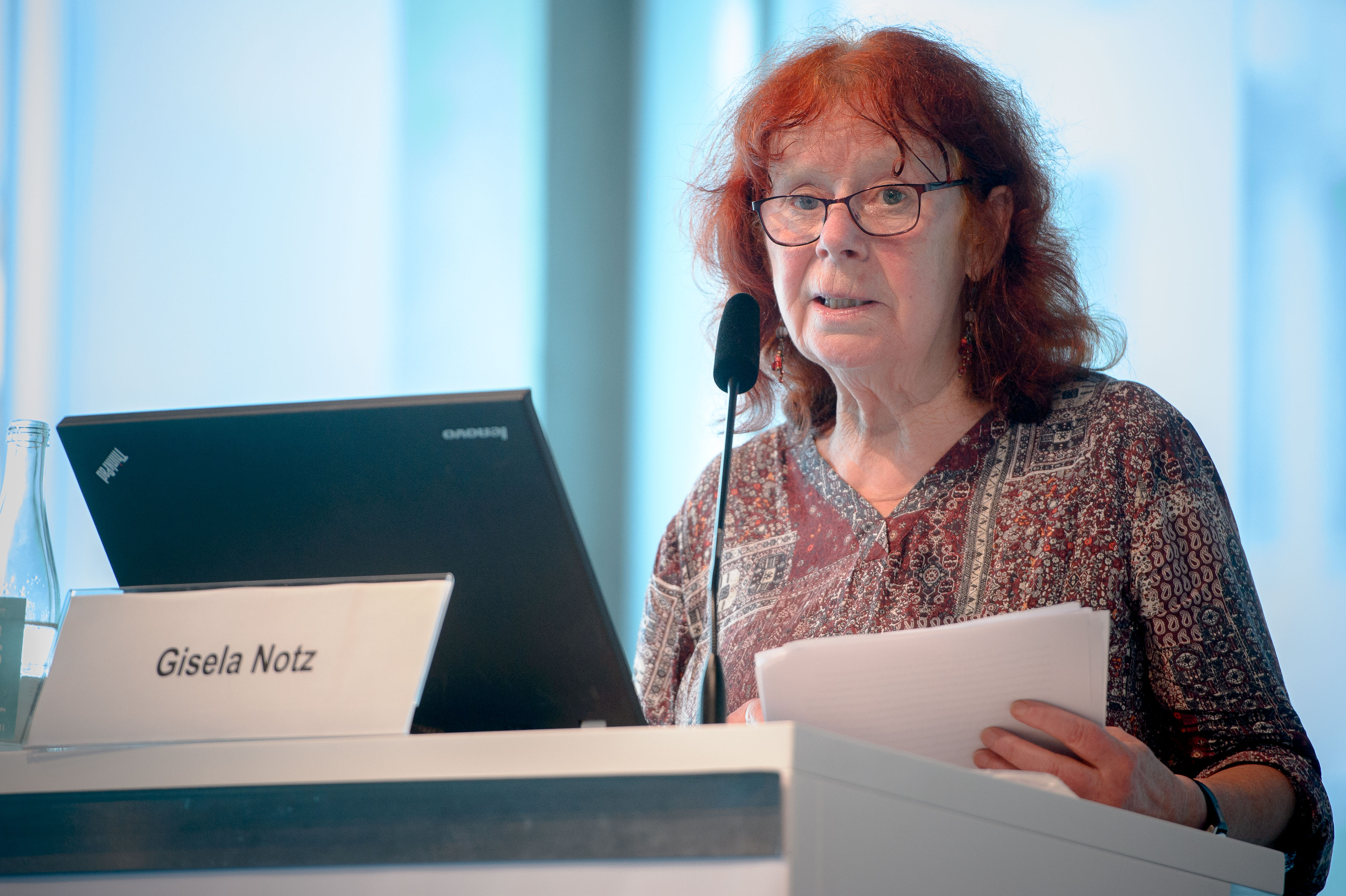
Gisela Notz (2016)

Gisela Notz (* 5. April 1942 in Schweinfurt) ist eine deutsche Historikerin und Sozialwissenschaftlerin.

## Leben
Gisela Notz absolvierte ein Studium der Industriesoziologie, Arbeitspsychologie und Erwachsenenbildung in Berlin. Sie wurde an der TU Berlin promoviert. Von 1979 bis 2007 arbeitete Gisela Notz hauptberuflich als wissenschaftliche Referentin im Historischen Forschungszentrum der Friedrich-Ebert-Stiftung, Forschungsabteilung Sozial- und Zeitgeschichte. Zudem wirkte sie als Lehrbeauftragte an verschiedenen Universitäten, darunter die TU Berlin, Hannover, Marburg, Essen sowie die Fachhochschule Jena. Im Wintersemester 1994/95 und im Sommersemester 1995 vertrat sie eine Professur in Soziologie an der Universität Essen. Im Sommersemester 2000 war sie Dozentin an der Internationalen Frauenuniversität in Hannover.
Von 1985 bis 1997 wirkte Notz als Redakteurin der Zeitschrift beiträge zur feministischen theorie und praxis. Von 2008 bis 2023 war sie Redakteurin der Zeitschrift lunapark21. Sie schreibt regelmäßig für die Tageszeitungen junge Welt und taz und Beiträge für die Bundeszentrale und für Landeszentralen für politische Bildung.
Seit 2003 ist Gisela Notz Herausgeberin eines Frauenkalenders mit Postkartenset zu Wegbereiterinnen einer emanzipatorischen Frauenbewegung. 2018 gab sie einen Sammelband mit allen bisher in den Kalendern erschienenen Biografien heraus.
Ihre Forschungs- und Arbeitsschwerpunkte sind Arbeitsmarkt-, Familien- und Sozialpolitik, Alternative Ökonomie sowie die historische Frauenforschung. Sie prägte in Deutschland das Konzept des Familialismus.
Gisela Notz war von 2004 bis 2010 Bundesvorsitzende von pro familia. Für ihr langjähriges Engagement für Menschenrechte, Gleichberechtigung und sexuelle Selbstbestimmung wurde sie 2022 vom Berliner Abgeordnetenhaus mit der Louise-Schroeder-Medaille geehrt.
Sie lebt in Berlin-Kreuzberg.

## Mitgliedschaften
- Institut für Protest- und Bewegungsforschung
- Seit 2008 im Beirat der Giordano-Bruno-Stiftung[6]
- Mitglied des Beirats des Bund demokratischer Wissenschaftlerinnen und Wissenschaftler (BdWi)[7]
- Mitglied im Gesprächskreis Geschichte der Rosa-Luxemburg-Stiftung[8]

## Schriften

### Monographien
- August Bebel oder: Der revolutionäre Sozialdemokrat. Dietz Verlag, Berlin 2023, ISBN 978-3-320-02404-8.
- Genossenschaften. Geschichte, Aktualität und Renaissance. Schmetterling-Verlag, Stuttgart 2021, ISBN 978-3-89657-069-7.
- Warum flog die Tomate? Die autonomen Frauenbewegungen der Siebzigerjahre. Verlag AG SPAK Bücher, Neu-Ulm 2018, ISBN 978-3-945959-26-8.
- Kritik des Familismus. Theorie und soziale Realität eines ideologischen Gemäldes. Schmetterling-Verlag, Stuttgart 2015.
- Feminismus: Politik – Geschichte – Ökonomie. Papyrossa Verlag, Köln 2011.
- Theorien alternativen Wirtschaftens – Fenster in eine andere Welt. Schmetterling-Verlag, Stuttgart 2010; 3., erweiterte Auflage ebenda, 2022, ISBN 978-3-89657-644-6.
- Mehr als bunte Tupfen im Bonner Männerclub. Sozialdemokratinnen im Deutschen Bundestag 1957–1969, mit 12 Biographien. Dietz, Bonn 2007, ISBN 978-3-8012-4175-9.
- Familien. Lebensformen zwischen Tradition und Utopie. Verein zur Förderung der sozialpolitischen Arbeit, Wasserburg 2003.
- Frauen in der Mannschaft. Sozialdemokratinnen im Parlamentarischen Rat und im Deutschen Bundestag 1948/49 bis 1957 mit 26 Biographien. Dietz-Verlag, Bonn 2003, ISBN 3-8012-4131-9.
- Die neuen Freiwilligen: Das Ehrenamt – Eine Antwort auf die Krise? 2. Auflage. 1999.
- Verlorene Gewissheiten? Individualisierung, soziale Prozesse und Familie (= Wissenschaft in gesellschaftlicher Verantwortung. Band 38). VSA-Verlag, Hamburg 1996, ISBN 3-88864-138-1.
- „Du bist als Frau um einiges mehr gebunden als der Mann“. Die Auswirkungen der Geburt des ersten Kindes auf die Lebens- und Arbeitsplanung von Müttern und Vätern (= Reihe Arbeits- und Sozialforschung. Band 8). Verlag J. H. W. Dietz Nachf. Bonn, Bonn 1991, ISBN 3-8012-4028-2.

### Herausgaben
- mit Bettina Bab, Marianne Pitzen und Valentine Rothe: Mit Macht zur Wahl! 100 Jahre Frauenwahlrecht in Europa. Veröffentlichung zur gleichnamigen Ausstellung im Frauenmuseum Bonn. Bonn 2006, ISBN 3-928239-54-6.
- Wegbereiterinnen. Berühmte, bekannte und zu Unrecht vergessene Frauen aus der Geschichte. AG SPAK Bücher, Arbeitsgemeinschaft sozialpolitischer Arbeitskreise, Neu-Ulm 2018, ISBN 978-3-945959-27-5.

### Aufsätze
- Das kämpferische Leben der Tänzerin Johanna (Hanna) Berger (1910–1962). In: JahrBuch für Forschungen zur Geschichte der Arbeiterbewegung. Heft III/2012.
- Die sozialistische Genossenschaftsbewegung als die dritte Säule der Arbeiterbewegung – Geschichte und Perspektiven. In: Axel Weipert (Hrsg.): Demokratisierung von Wirtschaft und Staat – Studien zum Verhältnis von Ökonomie, Staat und Demokratie vom 19. Jahrhundert bis heute. Nora-Verlag, Berlin 2014, ISBN 978-3-86557-331-5.
- Anders arbeiten – anders leben. Selbstverwaltete Betriebe als alternative Wirtschaftsmodelle gestern und heute. In: Alex Demirović (Hrsg.): Wirtschaftsdemokratie neu denken. Verlag Westfälisches Dampfboot, Münster 2018, ISBN 978-3-89691-283-1.
- Ricarda Huch (1864–1947). In: Mitteilungen. Förderkreis Archive und Bibliotheken zur Geschichte der Arbeiterbewegung. Heft 62, September 2022, S. 48–52.